# Cimetière militaire belge de Rabosée

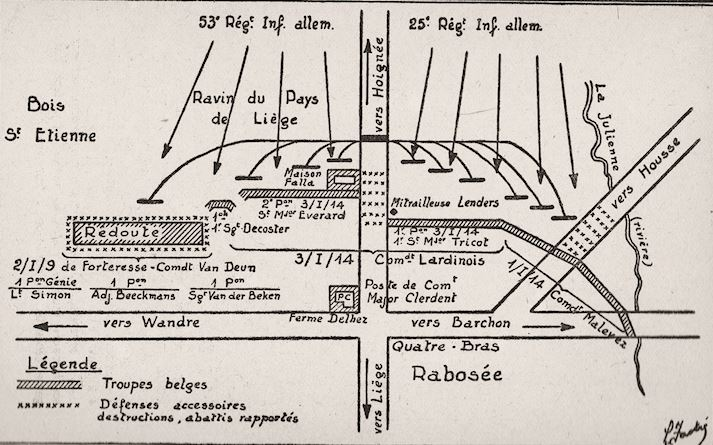
Carte de la bataille de Rabosée.

Le cimetière militaire belge de Rabosée est un cimetière militaire de la Première Guerre mondiale situé à Liège dans le quartier de Wandre, près de la rue Bois la Dame.

## Description
Dans les environs de cet endroit, 500 soldats belges ont tenu le coup dans la nuit du 5 au 6 août 1914 contre un force majeure de 6 000 envahisseurs allemands.
Le cimetière a été aménagé en 1925 au sommet du thier de Wandre en tant que cimetière pour les différentes tombes qui ont été posées peu après les combats de 1914. Les morts du fort Barchon y ont également été enterrés.
Les 213 pierres tombales sont regroupées selon un arrangement en demi-cercle, avec au centre un monument en calcaire et pierre d'Euville, conçu par J. Moutschen, F. Close et A. Fivet. Au centre de cela se trouve un mémorial, couronné par une statue de la déesse Victoria. Il y a aussi des sculptures qui représentent la bataille et la tristesse des proches.
Fin septembre 2014, 157 plaques en bronze ont été volées sur les tombes. Toutes les plaques ont été remplacées en 2016 par des plaques en gravoglass, sorte de plexiglass épais.